# Saint-Coutant, Deux-Sèvres
Saint-Coutant là một xã trong tỉnh Deux-Sèvres trong vùng Nouvelle-Aquitaine ở phía tây nước Pháp. Xã này nằm ở khu vực có độ cao trung bình 286 mét trên mực nước biển.